# Kopydłowo Nowe
Kopydłowo Nowe – kolonia w Polsce, w województwie wielkopolskim, w powiecie konińskim, w gminie Wilczyn.
Do 31 grudnia 2024 miejscowość była częścią wsi Kopydłowo.